# Tactics (ブランド)
Tactics（タクティクス）は、株式会社ネクストンのアダルトゲームブランド。

## 概要
樋上いたる、YET11によって設立された。初期作品『MOON.』・『ONE 〜輝く季節へ〜』のヒットで、いわゆる泣きゲーの端緒を開いた。しかし、1998年にそれらの作品を手がけたYET11以外のスタッフが退社してビジュアルアーツへ移籍したが、「Tactics」はその後もゲーム制作を続けた。YET11は2000年に退社。
その後、ネクストンが多ブランド戦略を取るようになり、2006年以降しばらく新作を発表していなかったが、2009年に「Tactics Luxury」（タクティクス ラグジュアリー）・「Tactics*Latte」（タクティクス*ラテ）という2つのサブブランドを設けて、それぞれ新作を発表している。「Tactics*Latte」は第2作目の『妹選抜☆総選挙 〜365人の妹いちゃラブマニフェスト〜』より「Latte」へ、2012年4月1日には「Tactics Luxury」から「Luxury」へそれぞれ改名した。

## 作品一覧
Tactics→NEXTON
- 1997年5月23日 - 同棲
- 1997年11月21日 - MOON.
- 1998年5月29日 - ONE 〜輝く季節へ〜
- 1998年8月21日 - MOON. RENEWAL

Tactics
- 1999年5月28日 - 鈴がうたう日
- 2000年1月14日 - 夕焼け 〜November〜
- 2000年1月28日 - ばらえてぃたくちくす！
- 2000年10月27日 - すいすいSweet
- 2001年1月19日 - Cheerio!
- 2001年12月21日 - けもの学園
- 2002年2月15日 - Flügel 〜約束の青空の下へ〜
- 2002年7月26日 - うにっち! 〜Weenie Witches〜
- 2003年7月25日 - Apocalypse
- 2003年9月26日 - 罪囚 _The SiN_
- 2005年10月28日 - 天使のひめごと
- 2006年11月17日 - ハーレム☆パーティー

Tactics*Latte→Latte
- 2009年9月18日 - だっこしてぎゅっ! 〜オレの嫁は抱き枕〜
- 2011年12月22日 - 妹選抜☆総選挙 〜365人の妹いちゃラブマニフェスト〜
- 2012年7月27日 - 第2回妹選抜☆総選挙〜366人目の妹いちゃラブ後日談〜
- 2013年4月26日 - 恋せよ!!妹番長

Tactics Luxury→Luxury
- 2009年10月30日 - とらぶる@ヴァンパイア! 〜あの娘は俺のご主人さま〜
- 2012年6月29日 - 魔王のくせに生イキだっ!
- 2013年7月26日 - アクマでオシオキっ! 丸城戸サド式ヘンタイお仕置き講座
- 2013年10月25日 - 魔王のくせに生イキだっ! 2 〜今度は性戦だ！〜

Luxury Tiara
- 2017年5月26日 - お嬢様の半分は恋愛で出来ています！

## 参加スタッフ
Key所属スタッフは除く。2作品以上関わったスタッフのみ掲載。
原画
- かんたか - ネクストンの様々なブランドに参加。
- 神剣桜花 - ネクストン所属。
  - 娘太丸 - その後ぱじゃまソフトで活躍。退社後は漫画家として『こどもすまいる!』で連載デビュー。

シナリオ
- 有島悠也 - その後RaSeNに参加。
- SAY
- 尾之上咲太 - 外注
- 小沢裕樹 - 外注

## 売上
出典：
- 『同棲』は初回出荷が3000本、リピートを含めると1万本出荷。
- 『MOON.』は7000本程度。
- 『ONE 〜輝く季節へ〜』は初回版1万本販売後に通常版を販売。最終的に5万本を突破した。

## 備考
- 『MOON.』・『ONE 〜輝く季節へ〜』は、Keyのゲームと同等に扱われる[4]。
- 『同棲』は『MOON.』・『ONE 〜輝く季節へ〜』のシナリオライターである麻枝准、久弥直樹入社前の作品だが、コミックマーケットのジャンル分けでは『Leaf & Key』[5]に属する。
- なお、2018年現在フリーの樋上いたる[6]、及びKeyの音楽担当である折戸伸治は『同棲』から参加。
- 2018年現在は、当初のKeyスタッフによる初期三作品をNextonブランドに移行しており、『MOON.』・『ONE 〜輝く季節へ〜』はリニューアルの後、元の版が絶版となっている。
- ファンディスクである『ばらえてぃたくちくす!』では初期三作品も題材にされているが、Tacticsブランドに残存。